# Promethei Terra
La Promethei Terra è una struttura geologica della superficie di Marte.